# Сепаратни мир
Сепаратни мир је споразумни прекид војних непријатељастава једне земље са другом, иако је та земља претходно ушла у војни савез са земљама које су и даље у рату са другом земљом.
На примјер, на почетку Првог свјетског рата, Русија је, као и Уједињено Краљевство и Француска, била чланоца Тројне антатне, која је ушла у рат са Централним силама које су чиниле Њемачка, Аустроугарска, Османско царство и Бугарска. Након Руске револуције 1917, Русија је прекршила своје обавезе према Тројној антатни потписивањем сепратног мира са Њемачком и њеним савезницима 1917. године. Након овог примирја 3. марта 1918. услиједило је формално потписивање Брест-литовског мира.
Током Другог свјетског рата, од 1941. када је Совјетски Савез ступио у савез са Уједињеним Краљевством и Сједињеним Америчким Државама, до краја рата 1945, обје стране су сумњичиле другу да тражи сепаратни мир са нацистичком Њемачком, иако се то није догодило.
Ранији важан примјер је Француско-холандски рат 1672. у који су Француска и Енглеска ушле заједно против Низоземске, али се Енглеска једнострано повукла сепаратним миром, тј. Вестминстерским уговором 1674. године.

## Правне обавезе против закључења сепаратног мира
Уобичајено је да се у случајевима рат који води више савезника закључи споразум или изјава свих зараћених страна на истој страни да неће закључити сепаратни мир са противничким табором. Примјер таквох подухвата био је укључен у савезнички уговор између Папске државе, Бургундског војводства и Млетачке републике, закључен у Риму 19. окторба 1463. године. Стране су се обавезале да ће покренути крсташки поход против Османског царства и да се уздржавају од склапања мира са султаном без сагланости све три стране. Тако је било и током свјетских ратова.
Декларацију у том смислу издале су 4. септембра 1914. Уједињено Краљевство, Француска и Русије, у којој је кратко наведено:
Британска, француска и руска влада се међусобно ангажују да не закључе мир одвојено током садашњег рата. Три владе се слажу да када дође до разговора о условима мира, нико од савезника неће захтјевати услове мира без претходног договора сваког од других савезника.
Јапанска влада је приступила овој декларацији 19. октобра 1915. године.
Исте четири владе, којима се сада придружила и италијанска, издале су 30. новембра 1915. сличну заједничку декларацију везану за избјегавање сепаратног мира.
Обавеза уздржавања од сепаратног мира била је и током Другог свјетског рата у оба табора. Тројни пакт између њемачке, италијанске и јапанске владе обавезао их је да заједно воде рат. У савезничком табору та обавеза је била садржана у Декларацији Уједињених нација 1. јануара 1942. године.
Слична обавеза је настала унутар Арапске лиге у контексту Арапско-израелског сукоба, тј. да се не постигне никакав посебан мировно споразум са израелском владом, како би се осигурало да ће колективни аранжман узети у обзир интересе свих арапских држава плус Палестинаца. Египатска влада под Анваром Садатом поступила је супротно том правилу када је одлучила да закључи сепаратни мир 1979. године.